# Ormåsen
Ormåsen är en tätort i Øvre Eikers kommun i Buskerud fylke i sydöstra Norge. Orten ligger vid sidan av Europaväg 134, sydväst om staden Hokksund.